# فرودگاه پورت آلسوورث
 فرودگاه پورت آلسوورث (به انگلیسی: Port Alsworth Airport) یک فرودگاه خصوصی بهره‌برداری هوایی با کد یاتا PTA است که یک باند فرود خاک و شن دارد و طول باند آن ۹۱۴ متر است. این فرودگاه در کشور ایالات متحده آمریکا قرار دارد و در ارتفاع ۸۵ متری از سطح دریا واقع شده است.